# Uochi Toki
Gli Uochi Toki sono un gruppo musicale italiano. Il duo, proveniente dai dintorni di Alessandria, è formato da Matteo "Napo" Palma (voce e testi) e da Riccardo "Rico" Gamondi (elettronica).

## Storia
Nascono nel 2002, quando Rico e Napo, già attivi nei Laze Biose, incontrano Fele e decidono di formare un nuovo gruppo. La prima uscita è Vocapatch nel 2003, 31 pezzi senza titolo con basi sperimentali e minimali, spesso composte da soli rumori e testi nonsense urlati nel microfono da Fele. Dell'anno successivo è invece l'omonimo Uochi Toki, che prosegue sulla strada dell'album precedente, lavorando sulla sperimentazione e lanciando la provocazione dell'abnorme numero di tracce dell'album, ben 81. Laze Biose del 2006 conta invece 13 brani che, per la prima volta, hanno anche un titolo e riporta lo stile del gruppo su canoni più classici e meno hardcore.
Nel 2007 il gruppo viene messo sotto contratto dalla Wallace Records che pubblica il loro quarto album, La chiave del 20, scritto con gli Eterea Post Bong Band. Il disco è un concept album su una serata in discoteca, e ottiene recensioni positive su alcune delle principali riviste musicali italiane.
Tra il 2009 e il 2012 gli Uochi Toki pubblicano tre dischi per La Tempesta Dischi. Nel febbraio 2009 esce Libro audio, che riprende il percorso iniziato con Laze Biose ma si distingue per la presenza di un concept di base, un intento narrativo non più frammentato, che va in crescendo tra le dodici tracce dell'album. Nel settembre 2010 esce il loro sesto album, Cuore amore errore disintegrazione, un concept album di dieci pezzi "sulle donne e sull'amore". A un anno e mezzo dal precedente, nel marzo 2012, pubblicano il settimo album, intitolato Idioti.
Il 13 maggio 2012 il gruppo pubblica un EP chiamato Distopi, distribuito esclusivamente come disco in vinile e prodotto da CORPOC. I successivi album, Macchina da guerra (2013), Cystema Solari (2014) e l'EP Shuriken (2014) sono stati prodotti sempre come dischi in vinile, reperibili solo ai concerti del gruppo. Il 2015 vede il ritorno degli Uochi Toki a La Tempesta Dischi con l'uscita del loro decimo album, un doppio cd intitolato Il limite valicabile con copertina di Dottor Pira.

### Fiscerprais Studio

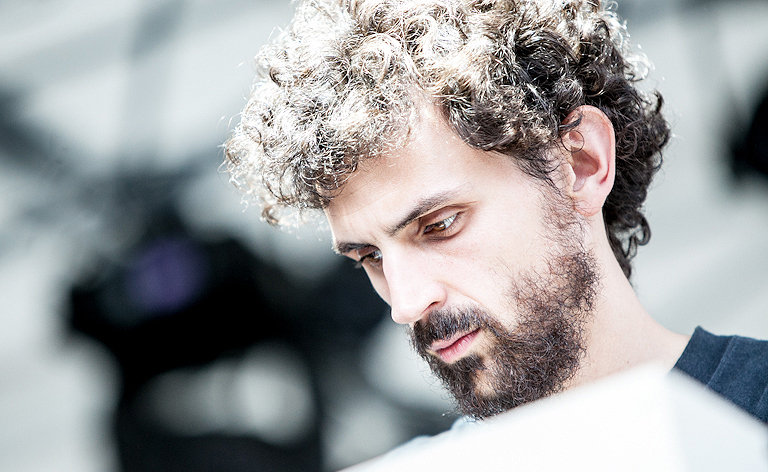
Riccardo "Rico" Gamondi a La Tempesta Gemella, Roma, giugno 2012